# Географія Чернівецької області
Географія Чернівецької області. Чернівецька область України розташована на заході країни в межах Передкарпаття та східної частини Карпат. Межує з Румунією на півдні та Молдовою на південному сході. На заході та північному заході — з Івано-Франківською, на півночі — із Тернопільською і Хмельницькою, а на сході з Вінницькою областями України. Це найменша за площею область держави (8097 км²).

## Історія
Адміністративна область УРСР була утворена 7 серпня 1940 року після окупації та анексії румунської Бессарабії.

## Геологія

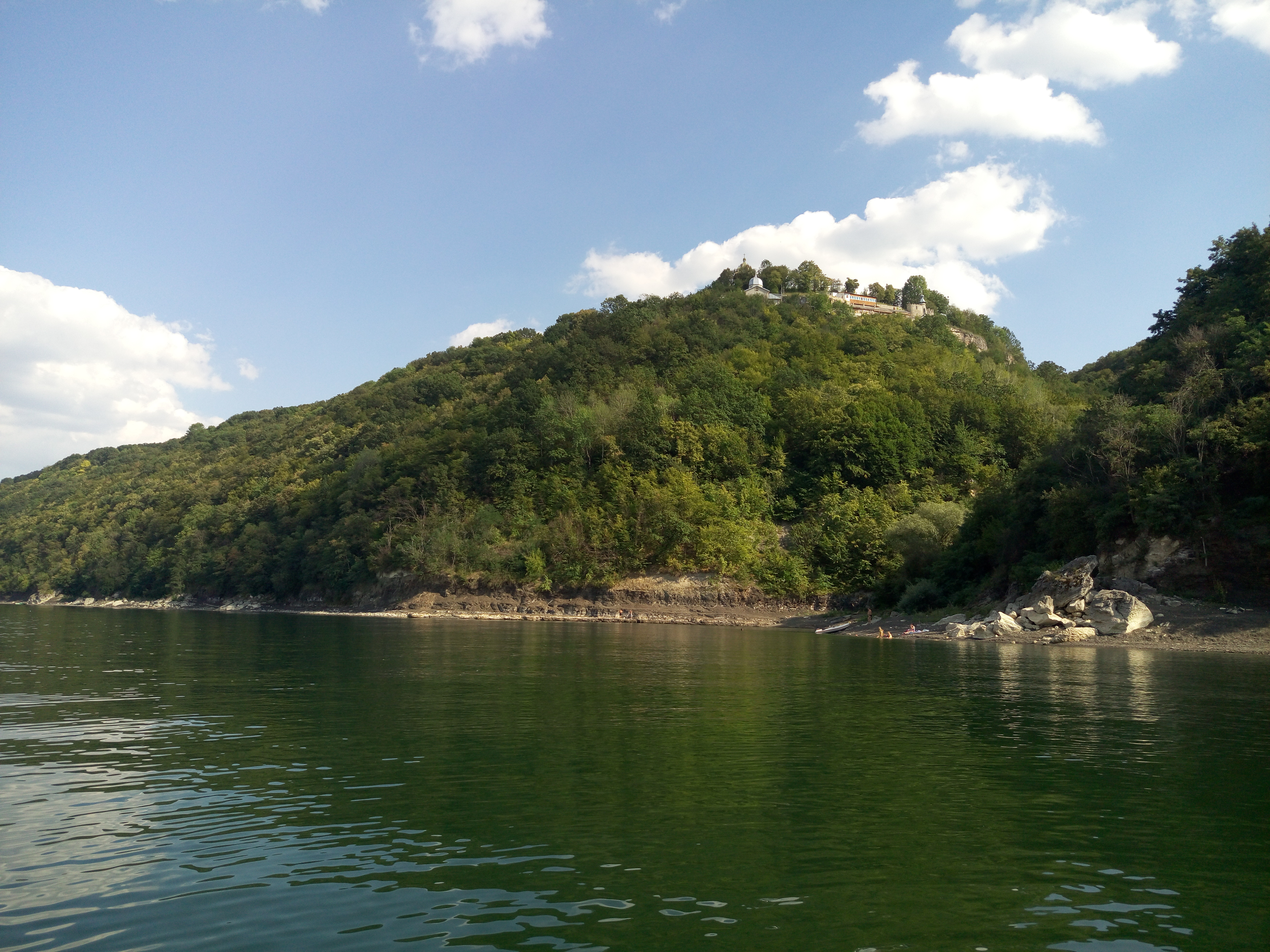
Свято-Миколаївський Непоротівський печерний монастир

### Корисні копалини

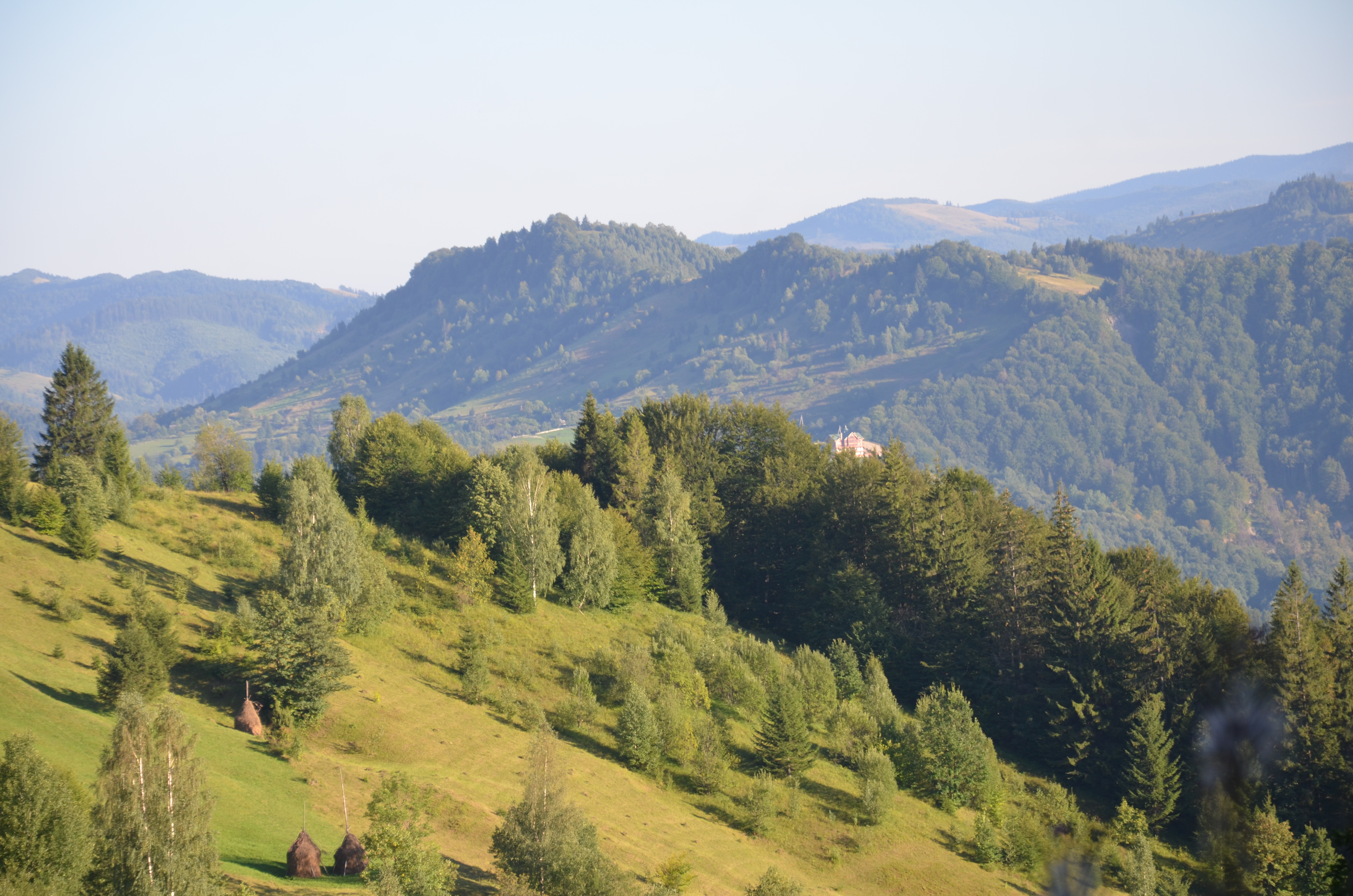
Дорога до печери Довбуша

Область багата на корисні копалини: вапняки, мергель, кварцеві та глауконітові піски, глини бентонітові і цегельно-черепичні, червоно-бурі та сірі пісковики, мармур. У Придністров'ї — гіпс, фосфорити, целестин. У Карпатах — рудні копалини: марганець, поліметали, з нерудних копалин — графіт, бітумінозні сланці, буре вугілля; паливні: нафта, природний газ. Багато джерел мінеральних вод, є лікувальні грязі.

## Рельєф
За особливостями рельєфу поділяється на три частини: рівнинну, передгірну і гірську.
Північна частина — в межах Подільської (абсолютні висоти над рівнем моря до 300 м) та Хотинської височини (найвища точка — гора Берда, 515 м). Поверхня — підвищена лесова хвиляста та горбисто-пасмова рівнина, розчленована каньйоноподібними річковими долинами, ярами та балками. На заході трапляються карстові форми рельєфу (Заставнівська карстова рівнина).
На півдні — Припрутська терасова рівнина. На південь від Пруту — підвищена полого-хвиляста рівнина переходить у передгірну височину (до 500 м), розчленовану терасованими долинами річок на окремі пасмово-горбисті ділянки.
Покутсько-Буковинські Карпати займають близько 25 % території області. Центральну частину гір представляє Путильсько-Верховинське низькогір'я, внутрішню — середньогір'я масивних хребтів з карстовими формами рельєфу.

## Клімат

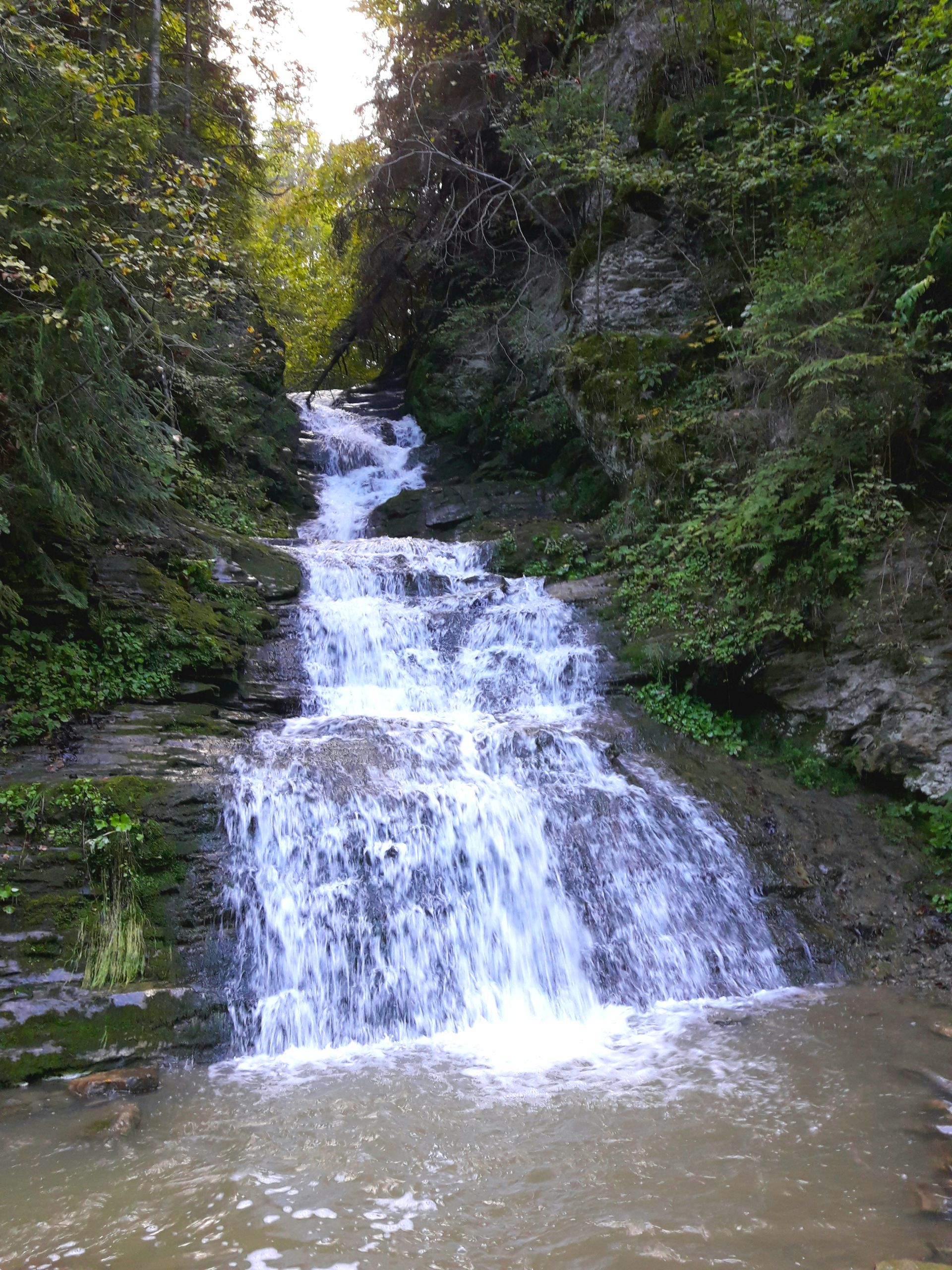
Водоспад Середній Гук

Клімат помірно-континентальний, м'який, вологий. У горах — зима більш тривала, сніжна, літо вологе, прохолодне. Температура січня -6..-10 °C, липня — +13..+16 °C. На рівнині -4,8..-5°C і +18,8..+19,5 °C, відповідно. У передгір'ї -4,8..-5,5°C і +16,2..+19 °C, відповідно. Річна кількість атмосферних опадів збільшується від рівнини у гори: від 500—600 мм на рівнині до 700 мм у передгір'ї та 800-1 200 мм у горах.

## Внутрішні води

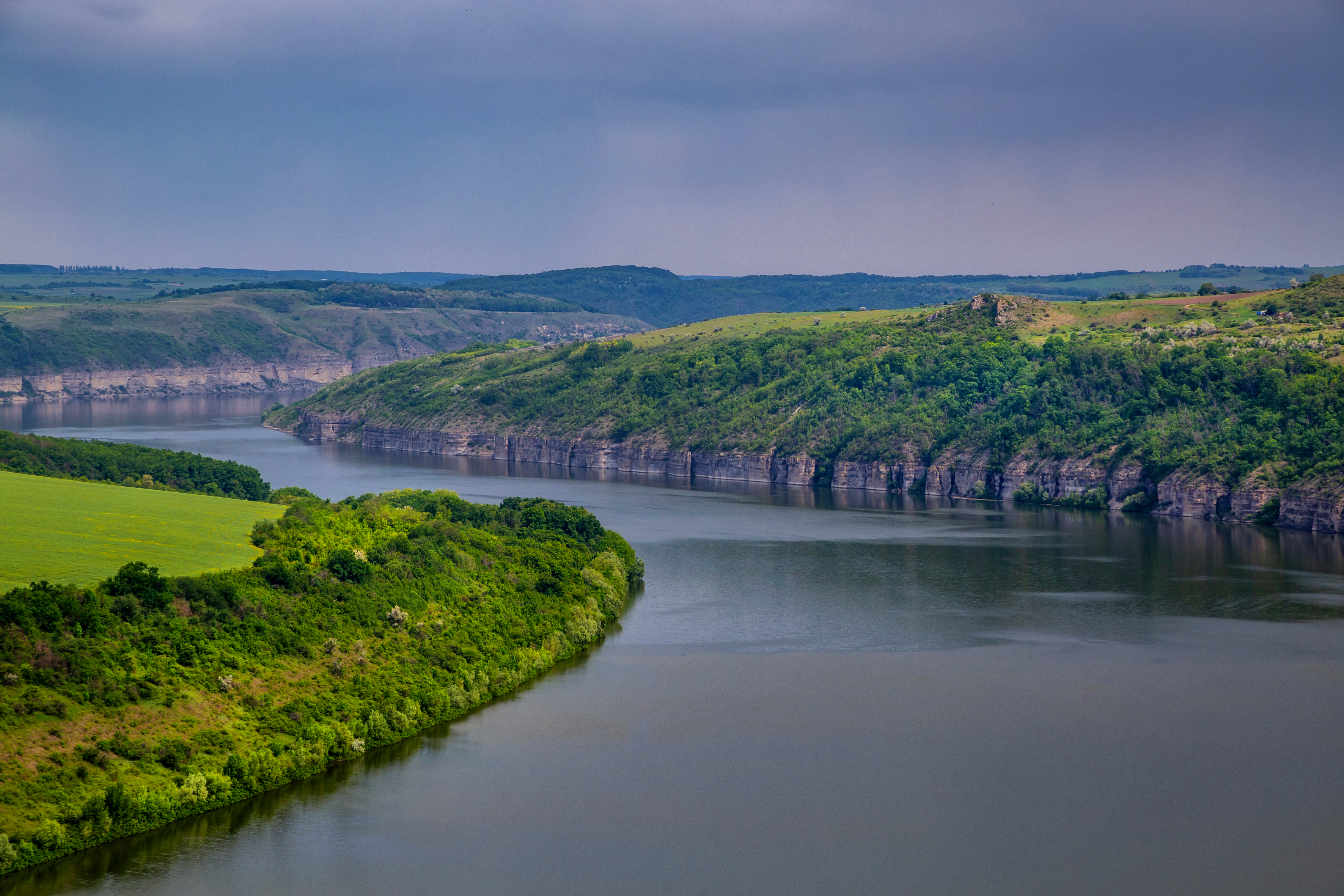
р. Дністер

В області налічується 75 річок завдовжки понад 10 км. Територія області належить до водозбірних басейнів Дунаю (Прут з притоками Черемош, Білий Черемош, Сірет з Сучавою) та Дністра. Праві притоки Дністра невеликі.
Частину території області займає південна акваторія Дністровського водосховища (площа у межах області 142 км²). В області споруджено багато невеликих ставів та близько 600 ставків.

## Ґрунти

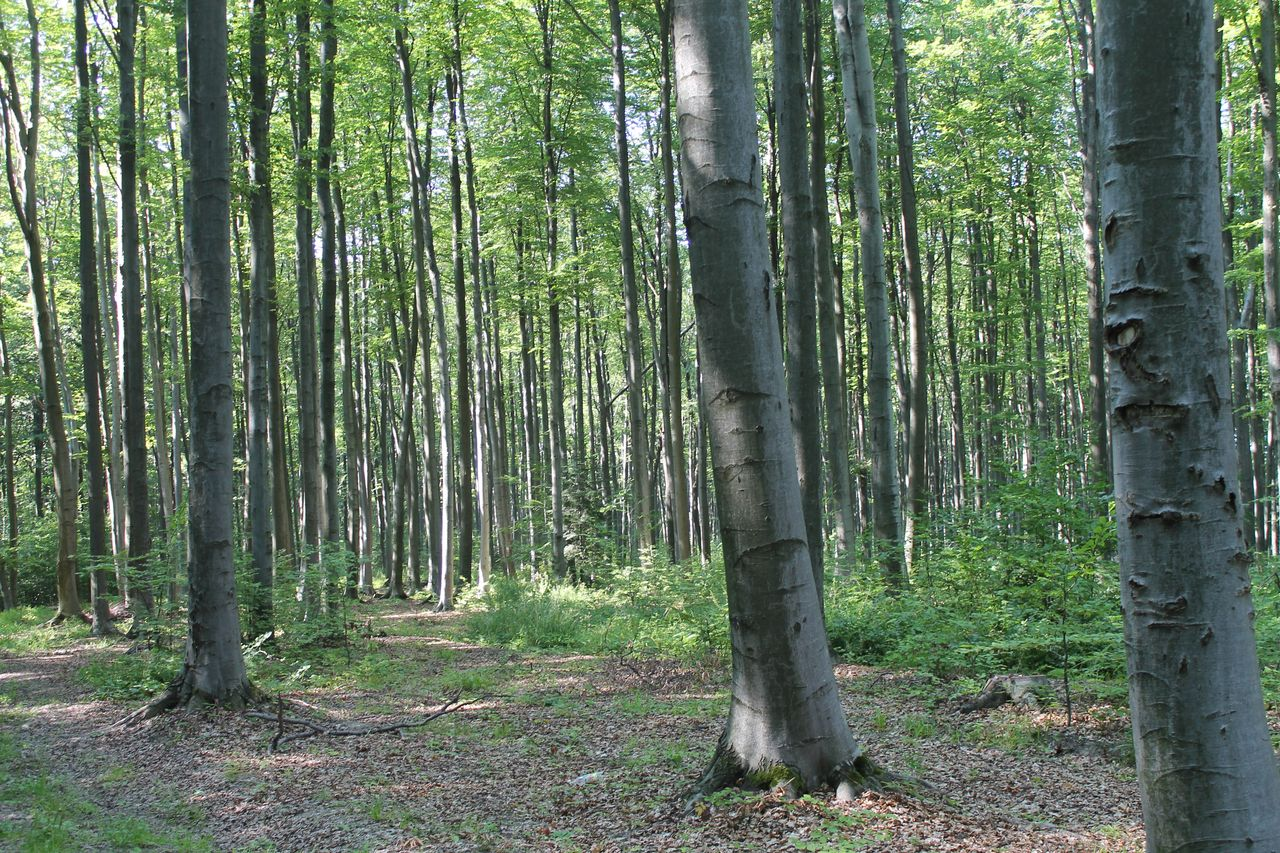
Букова ділянка

Ґрунтовий покрив змінюється з висотою: на рівнині — сірі лісові та темно-сірі опідзолені ґрунти, чорноземи опідзолені, у долинах річок — дерново-лучні та лучні чорноземи. У передгір'ї домінують дерново-підзолисті поверхнево-оглеєні, біля підніжжя гір — буроземно-підзолисті сильно оглеєні. В горах — бурі лісові, на низькогір'ї і в улоговинах — дернові буроземні, в долинах — дернові та лучні ґрунти.

## Рослинний покрив
Ліси займають 32 % території області. На Пруто-Дністровському межиріччі — букові, буково-дубові ліси, східніше — дубово-грабові. На межиріччях у передгір'ї — масиви букових та буково-ялицевих лісів. У горах — висотні пояси:
- до 800—900 м — букові та буково-ялицеві,
- 950—1100 м — ялицево-ялинові,
- 1100—1400 м — ялинові,
- вище 1400 м — субальпійські луки (полонини).

## Тваринний світ
Тваринний світ Чернівецької області налічує 359 видів, з них ссавців — 70, птахів — 205, плазунів — 12, риб — 56.

## Стихійні та несприятливі природні явища
Територія області уражена рядом несприятливих природних процесів, серед яких найбільше господарській діяльності завдають ерозія, зсуви, карст, заболочування, абразія берегів Дністровського водосховища, лінійний розмив та площинний змив на схилах гір, обвали й осипища, селі, вітровали та буреломи у лісах.
Проводяться меліоративні й природоохоронні заходи заради запобіганню та зменшенню негативних наслідків таких явищ: заліснення ярів та еродованих крутосхилів, лісонасадження цінних порід дерев.

## Охорона природи
В області 286 територій та об'єктів природно-заповідного фонду, з яких державного значення:
- 1 національний природний парк,
- 10 заказників,
- 9 пам'яток природи,
- 1 ботанічний сад,
- 2 дендрологічні парки,
- 2 регіональні ландшафтні парки,
- 38 заповідних урочищ[1].